# Un pas fragile
Un pas fragile est un jeu vidéo d'aventure en pointer-et-cliquer développé par Un pas fragile Team (une équipe d'étudiants de l'ENJMIN) et édité par Opal Games, sorti en 2019 sur Windows, iOS et Android.

## Synopsis
Camille est une grenouille qui rêve de devenir ballerine.

## Système de jeu
Un pas fragile se présente sous la forme d'une succession de scènes de la vie de Camille, scènes avec lequel le joueur doit interagir pour progresser. Le jeu n'utilise pas de texte.

## Développement
Le jeu a commencé son développement en 2015 sous la forme d'un projet étudiant à l'ENJMIN. L'équipe est composée de Géraud de Courrèges (programmation), Alisée Preud'homme (animations) et Grégory Parisi (décors). Le jeu est soumis a l'Independent Games Festival dans la section étudiante puis retravaillé jusqu'à sa sortie en 2019,.

## Accueil

### Critique
Gamekult a qualifié le jeu de « vraie petite boîte de bonbons acidulés à faire circuler autour de vous pour que tout le monde profite de sa saveur subtile et pétillante, de celles qui restent accrochées à votre mémoire très longtemps... ».
Pour JV - Culture jeu vidéo, « l'ensemble révèle une vraie délicatesse mais aussi une touchante retenue qui font d'Un pas fragile une sorte de court-métrage hors des codes ».

### Récompenses
Le jeu a reçu le prix du Meilleur jeu étudiant lors de l'Independent Games Festival 2017 ainsi qu'une mention honorable dans la catégorie Excellence en arts visuels.
En mars 2020, le jeu est nommé aux Ping Awards dans la catégorie Meilleur jeu indépendant.
Le même mois, le jeu reçoit le Pégase du Meilleur premier jeu vidéo et est nommé dans la catégorie Meilleur personnage (aux côtés de Life Is Strange 2 et A Plague Tale: Innocence).

### Ventes
Le jeu a été no 1 des ventes sur Google Play,.